# 吉永春子
吉永 春子（よしなが はるこ、1931年（昭和6年）5月19日 - 2016年（平成28年）11月4日）は、日本のジャーナリスト、テレビディレクター。
TBS報道局長。現代センター代表。多くのドキュメンタリー番組を制作した。

## 来歴・人物
広島県三原市生まれ。日本女子大学附属高等学校に入るため、高校生のときから上京、早稲田大学教育学部社会学科に入学した。東京に出てきて、初めて自分から勉強するようになり、社会の矛盾に気づき世の中の真実は何かという問題意識を持ち始めた。早大の学生演劇研究会「自由舞台」などで議論していくうち、ジャーナリストになって世の中のために働きたいと思うようになる。
1955年4月、開局したばかりのラジオ東京テレビ（KRT、後のTBS）に入社。報道局で仕事をすることを選び、ラジオ報道部の先輩たちに鍛えられた。1962年録音ルポルタージュ『松川事件の黒い霧 真犯人を追って』が吉永のデビュー作で、番組名通り松川事件の真犯人を追跡・取材した録音構成番組だったが、彼女の執拗に食い下がる取材が認められ、第1回ギャラクシー賞を受賞した。続いて翌年の同じ録音ルポルタージュ『ゆがんだ青春 全学連闘士のその後』は、 全学連幹部島成郎・唐牛健太郎らが、右翼の田中清玄から資金供与を受けていたという話を耳にして、それが事実かどうかを確認するために、吉永が体当り取材した録音テープを構成した番組であり、彼女にとって忘れられないラジオの自信作となった。
1967年、テレビ報道部に配属され、テレビルポルタージュ『未復員』を制作した。戦時中、精神障害を起こした元兵士たちが、戦後も一貫して天皇に命を捧げると言い続けている状況を取材した番組であり、この番組は民放連盟賞優秀賞を受賞した。
1973年になり、吉永はドキュメンタリー番組『土曜ドキュメント』の改革に乗り出す。視聴率のとれないドキュメンタリー番組は放送時間の移動が激しく、できればはずそうとする動きさえあり、ドキュメンタリーでも視聴率を上げられることを証明しなければならなくなって、「キャバレー」を企画した。当時、話題のキャバレーに働いている女性たちの生活を追った作品であり、世相の最先端を捉えたためか、視聴率は8.9%という高さを獲得した。これには局の幹部も驚き、ドキュメンタリーとはいえ、タイムリーな話題を映像化すれば、そこそこの数字をとれることが分かった。土曜ドキュメントでは、「ロッキード事件」や「M資金の謎」などを制作・放送したが、視聴率本位に走り出したテレビ界においては、報道系硬派番組を継続していくのが難しくなっていた。そんな中で、吉永は1976年に「魔の731部隊」を放送した。この番組は放送後、ワシントンポストのトップに掲載され、世界中から反響および情報が寄せられ、のちにアメリカの下院でも取り上げられた。そして731部隊は彼女の生涯のテーマとなった。
1984年、女性としては異例の報道制作部長というライン職に就き、ワイドショーを担当。1990年に報道局長。
1991年、TBSを退職し、番組制作プロダクション「現代センター」を設立。
2016年11月4日、脳出血にて死去。85歳没。

## 担当番組
- ラジオ・ルポルタージュ「松川事件の謎」、3回シリーズ[8]
  - 「松川事件の黒い霧 真犯人を追って」1962年 - 第1回ギャラクシー賞受賞[7]
- ラジオ・ルポルタージュ「ゆがんだ青春 全学連闘士のその後」
- テレビ・ルポルタージュ「天皇と未復員」1970年 - 民放連優秀賞受賞
- テレビ・ルポルタージュ「魔の731部隊」1975年、テレビ・ルポルタージュ「続・魔の731部隊」1976年 - ワシントン・ポストに紹介され、世界各国で放映された[9]。
- 「現代武器商人を追う」

## 著作
- 『ガンからの生還 : ドキュメント』新潮社（新潮文庫） 、1986年5月。ISBN 978-4101471013。
- 『さすらいの<未復員>』筑摩書房、1987年7月。ISBN 978-4480853967。
- 『紅子の夢』講談社、1991年6月。ISBN 978-4062054133。
- 『謎の毒薬 推究帝銀事件』講談社、1996年3月。ISBN 978-4062080965。
- 『七三一 追撃・そのとき幹部達は…』筑摩書房、2001年12月。ISBN 978-4480857675。
- 『昭和の事件に触れた』講談社、2003年3月。ISBN 978-4062113342。